# Roger Pires
Pour les articles homonymes, voir Pires.
Roger Pires (né le 12 octobre 1940 à Hauteville) est un fondeur français.

## Carrière
Il est plusieurs fois champion de France sur les courses de moyennes distances.
- 15 kilomètres : 1963, 1964, 1966, 1967 et 1968 ;

- 30 kilomètres en 1965.

Il participe deux fois aux Jeux olympiques en 1964 (au cours desquels il termine 6e du relais 4 × 10 kilomètres)  et en 1968.

## Liens  externes
- Ressources relatives au sport :   - LesSports
  - Olympedia